# Nicolas Chtcherbatov
Pour les articles homonymes, voir Chtcherbatov.
Prince Nicolas Borissovitch Chtcherbatov (en russe : Николай Борисович Щербатов), né le 22 janvier 1868 (correspond au 3 février du calendrier julien) à Tsarskoïe Selo, et décédé le 29 juin 1943 à Starnberg, est un homme politique russe. Il fut ministre de l'Intérieur du 5 juin 1915 au 26 septembre 1915.

## Famille
Fils aîné du prince Boris Sergueïevitch Chtcherbatov (1804-1872) et de son épouse Anna Nikolaïevna Boutourlina (1875-1921).
Le prince Nikolaï Borissovitch Chtcherbatov épousa Alexandra Mikhaïlovna Petrova-Solovova (1875-1918).
De cette union naquit :
- Oleg Nikolaïevitch Chtcherbatov : (1890-1928).
- Gleb Nikolaïevitch Chtcherbatov : (1901-1966), en 1940, il épousa Marie-Louise Demery-Kul (1908-1988).
- Maria Nikolaïevna Chtcherbatova : (1905-1971), elle épousa Fiodor Iakovlevitch Kulomzin (1906-1972).

Veuf, il épousa Ievgenia Georgievna Ter-Azatourova (1869-1962).
De cette union naquit :
- Igor Nikolaïevitch Chtcherbatov : (1920-)[1].

## Biographie

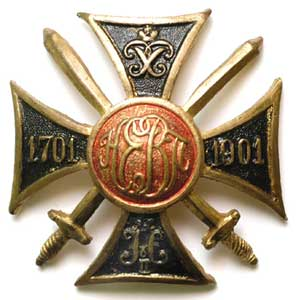
Insigne du 17e régiment de dragons de Nijni-Novgorod

Né en 1868, le prince Nikolaï Borissovitch Chtcherbatov issu d'une famille princière de la dynastie des Riourikides sortit diplômé du Corps des Pages, dès 1889. Il servit au 44e régiment de dragons de Nijni Novgorod. En 1892, il reçut sa mutation pour servir dans un régiment de réserve.

### Carrière politique
Entre 1895 et 1897, il occupa des fonctions au ministère d'État de la Propriété, puis retourna vivre dans son domaine situé dans la province de Poltava. En 1905, au sein du district de Poltava, le prince parvint à réunir autour de lui des partisans modérés. Il fut l'un des fondateurs du Parti de la Loi et de l'Ordre. En décembre 1905, le parti tint une réunion à Saint-Pétersbourg, l'assemblée le désigna pour siéger en qualité de membre du Conseil impérial du Parti de la Loi et de l'Ordre. Quelque temps plus tard, il fut élu président de ce même parti. Lors de la tenue de congrès réunissant les ouvriers travaillant en milieux rural et urbain, le prince siégea comme délégué des zemstvos du gouvernement de Poltava. De 1905 à 1907, après avoir été élu, Nikolaï Borissovitch Chtcherbatov siégea comme membre du Conseil de Noblesse-Unis. En 1907, lors de la convocation de la troisième Douma d'État et de la noblesse russe, le prince siégera en qualité d'électeur.
En 1907, le prince fut élu maréchal de la noblesse de l'oblast de Poltava. En 1909, il se vit confié la charge de chambellan. En 1912, élu, il siégea comme conseiller d'État de centre droit au zemstvo de Poltava. Grand connaisseur de la race chevaline, le 1er janvier 1913, Nicolas II de Russie lui confia la tâche de gérer la production de l'élevage de chevaux au sein du Conseil d'État véritable (4e rang de la table des rangs).

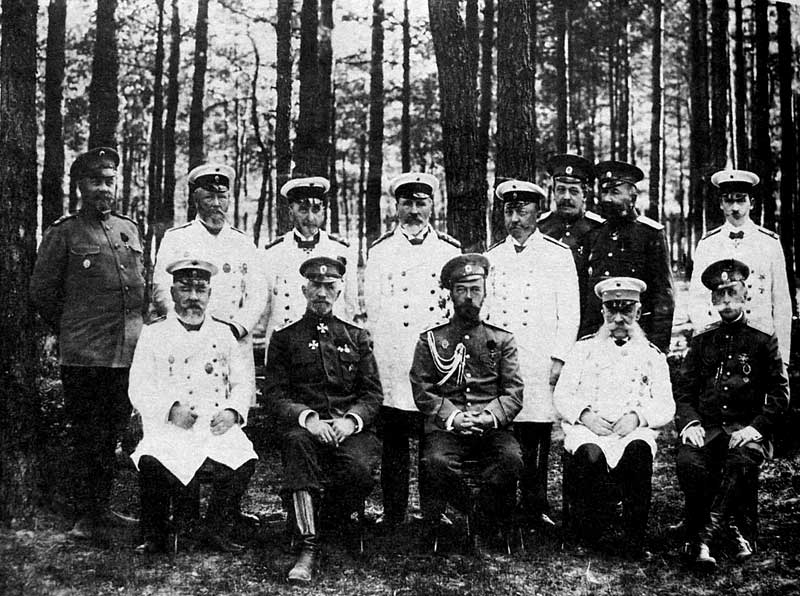
Les ministres du conseil du Tzar, le 14 juin 1915 à Baranavitchy.

Insigne du Corps séparé de la Gendarmerie.

Le 5 juin 1915, le prince succéda au poste de ministre de l'Intérieur à Nikolaï Alexeïevitch Maklakov, il occupa également les fonctions de chef du Corps séparé de la Gendarmerie.
Le 26 septembre 1915, le prince démissionna de son poste de ministre de l'Intérieur. Alexis Khvostov lui succéda. La même année, il fut élu au Conseil d'État du zemstvo de Poltava.

### L'exil
Après la Révolution d'Octobre, le prince s'installa en Allemagne. Du 4 avril au 11 avril 1926, se tint la réunion du Congrès de l'émigration russe à Hôtel Villa Majestic à Paris. Le prince fut élu délégué par la diaspora russe de 26 pays,.

### Décès
Le prince Nikolaï Borissovitch Chtcherbatov décéda le 29 juin 1943 en Bavière.

## Sources
Nicolas II de Russie de Henri Troyat